# Goetzea
Goetzea, rod dvosupnica iz potporodice Goetzeoideae, dio porodice Solanaceae. Sastoji se od dvije vrste grmova iz Velikih Antila (Hispaniola, Portoriko).
Opisan je u Linnaea 5: 423. 1830.

## Vrste
1. Goetzea ekmanii O.E.Schulz
2. Goetzea elegans Wydler